# William A. Blakley
William Arvis "Dollar Bill" Blakley, född 17 november 1898 i Saline County, Missouri, död 5 januari 1976 i Dallas, Texas, var en amerikansk demokratisk politiker och affärsman. Han representerade delstaten Texas i USA:s senat från januari till april 1957 och på nytt från januari till juni 1961.
Blakley deltog i första världskriget i USA:s armé. Han inledde 1933 sin karriär som advokat i Dallas. Han var verksam som affärsman inom fastighets-, bank- och försäkringsbranscherna. Han stödde republikanernas kandidat Dwight D. Eisenhower i presidentvalen 1952 och 1956. Blakleys förmögenhet räknades 1957 vara värd 300 miljoner $.
Senator Price Daniel avgick 1957 för att tillträda som guvernör i Texas och efterträddes av Blakley som bestämde sig för att inte kandidera i fyllnadsvalet senare samma år. Ralph Yarborough vann fyllnadsvalet och efterträdde Blakley i senaten.
Senator Lyndon B. Johnson avgick 1961 för att tillträda som USA:s vicepresident. Blakley utnämndes till senaten på nytt. Den gången kandiderade Blakley i fyllnadsvalet som gällde resten av Johnsons mandatperiod men han besegrades av republikanen John Tower med 50,6% för Tower mot 49,4% för Blakley.
Blakleys grav finns på begravningsplatsen Restland Memorial Park i Dallas.